# 10088 Дінь
10088 Дінь (10088 Digne) — астероїд головного поясу, відкритий 22 вересня 1990 року.
Тіссеранів параметр щодо Юпітера — 3,540.